# Okenfiner Haus

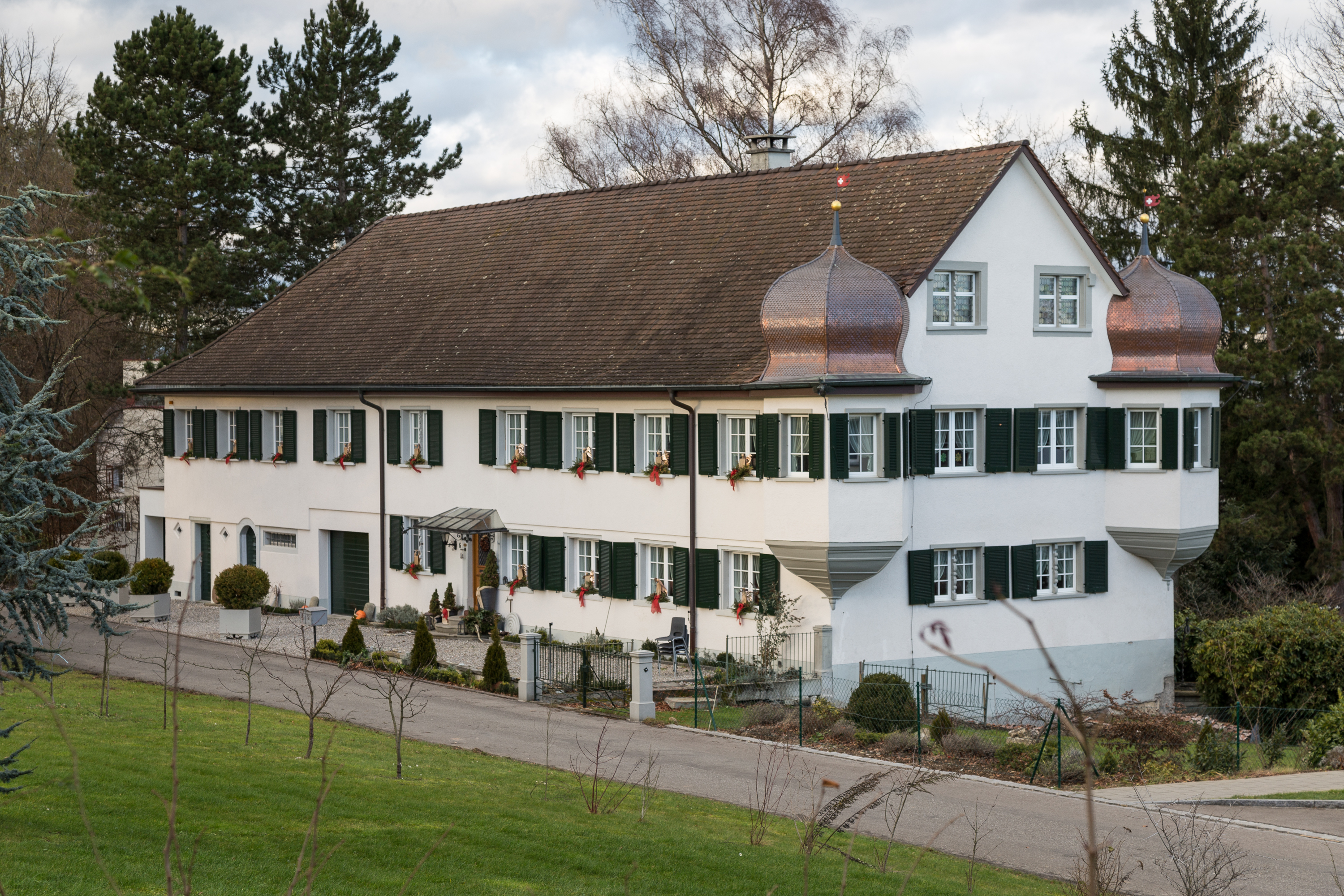
Okenfiner Haus von der Tägerwiler Hauptstrasse aus gesehen

Das Okenfiner Haus ist ein Herrenhaus in der Gemeinde Tägerwilen im Schweizer Kanton Thurgau.

## Geschichte
Ein „Oggenfiners haus“, gelegen zu Konstanz-Stadelhofen, wurde 1428 erwähnt. Für Tägerwilen lässt sich der Name „Oggenfiner“ erstmals 1548 sowohl als Flurname wie auch als Bezeichnung eines Bauerngutes nachweisen.
Das heute bestehende Okenfiner Haus (Okenfinerstrasse 6) wurde 1616 für den Konstanzer Patrizier Hans Labhart als Freisitz neu erbaut. Um 1720 wurde es von der Familie Meyer aus Gottlieben im Stil des Barocks umgebaut. Zu diesem Zeitpunkt sollen die beiden Eckerker mit ihren geschweiften Zwiebelhauben entstanden sein.
Mitte des 19. Jahrhunderts gehörte das Okenfiner Haus und die dazugehörigen Ländereien dem Thurgauer Regierungsrat und Offizier der Schweizer Armee Johann Konrad Egloff (1808–1886). Eine markante Erinnerung hieran stellt die Linde im Park zwischen dem Okenfiner Haus und der Tägerwiler Hauptrasse dar, welche Egloff 1829 anlässlich seiner Beförderung zum Leutnant pflanzen ließ. Ende des 19. Jahrhunderts gehörte das Anwesen dem Unternehmer und Erfinder Karl Friedrich Gegauf (1860–1926), dem Gründer der Bernina Nähmaschinenfabrik.
Im Innern des Okenfiner Hauses blieben umfängliche Teile der Ausstattung des 18. Jahrhunderts erhalten (z. B. holzgewölbte Decke, Wandvertäfelungen und Turmofen) erhalten.